# Marele Premiu de la Abu Dhabi din 2020
Marele Premiu de la Abu Dhabi din 2020 (cunoscut oficial ca Formula 1 Etihad Airways Abu Dhabi Grand Prix 2020) a fost o cursă auto de Formula 1 ce s-a desfășurat pe 13 decembrie 2020 pe Circuitul Yas Marina din Abu Dhabi, Emiratele Arabe Unite. Cursa a fost cea de-a șaptesprezecea și ultima etapă a Sezonului de Formula 1 din 2020.
Pilotul Red Bull, Max Verstappen, a câștigat evenimentul după ce a plecat din pole position și a condus fiecare tur al cursei, fiind urmat de piloții Mercedes, Valtteri Bottas și Lewis Hamilton, care au completat podiumul. Red Bull Racing a obținut prima victorie pe Yas Marina în șapte ani. McLaren și-a asigurat locul al treilea în Campionatul Constructorilor, cea mai bună clasare din 2012 încoace. Acest lucru a însemnat, de asemenea, că, pentru prima dată din 2015, o altă echipă decât Mercedes, Ferrari și Red Bull a terminat în primii trei în Campionatul Constructorilor.

## Calificări
| Poz.                  | Nr. | Pilot              | Constructor               | Timpi calificări | Timpi calificări | Timpi calificări | Grila finală |
| Poz.                  | Nr. | Pilot              | Constructor               | Q1               | Q2               | Q3               | Grila finală |
| --------------------- | --- | ------------------ | ------------------------- | ---------------- | ---------------- | ---------------- | ------------ |
| 1                     | 33  | Max Verstappen     | Red Bull Racing-Honda     | 1:35,993         | 1:35,641         | 1:35,246         | 1            |
| 2                     | 77  | Valtteri Bottas    | Mercedes                  | 1:35,699         | 1:35,527         | 1:35,271         | 2            |
| 3                     | 44  | Lewis Hamilton     | Mercedes                  | 1:35,528         | 1:35,466         | 1:35,332         | 3            |
| 4                     | 4   | Lando Norris       | McLaren-Renault           | 1:36,016         | 1:35,849         | 1:35,497         | 4            |
| 5                     | 23  | Alexander Albon    | Red Bull Racing-Honda     | 1:36,106         | 1:35,654         | 1:35,571         | 5            |
| 6                     | 55  | Carlos Sainz Jr.   | McLaren-Renault           | 1:36,517         | 1:36,192         | 1:35,815         | 6            |
| 7                     | 26  | Daniil Kveat       | AlphaTauri-Honda          | 1:36,459         | 1:36,214         | 1:35,963         | 7            |
| 8                     | 18  | Lance Stroll       | Racing Point-BWT Mercedes | 1:36,502         | 1:36,143         | 1:36,046         | 8            |
| 9                     | 16  | Charles Leclerc    | Ferrari                   | 1:35,881         | 1:35,932         | 1:36,065         | 12           |
| 10                    | 10  | Pierre Gasly       | AlphaTauri-Honda          | 1:36,545         | 1:36,282         | 1:36,242         | 9            |
| 11                    | 31  | Esteban Ocon       | Renault                   | 1:36,783         | 1:36,359         | N/A              | 10           |
| 12                    | 3   | Daniel Ricciardo   | Renault                   | 1:36,704         | 1:36,406         | N/A              | 11           |
| 13                    | 5   | Sebastian Vettel   | Ferrari                   | 1:36,655         | 1:36,631         | N/A              | 13           |
| 14                    | 99  | Antonio Giovinazzi | Alfa Romeo Racing-Ferrari | 1:37,075         | 1:38,248         | N/A              | 14           |
| 15                    | 11  | Sergio Pérez       | Racing Point-BWT Mercedes | 1:36,034         | Fără timp        | N/A              | 19           |
| 16                    | 7   | Kimi Räikkönen     | Alfa Romeo Racing-Ferrari | 1:37,555         | N/A              | N/A              | 15           |
| 17                    | 20  | Kevin Magnussen    | Haas-Ferrari              | 1:37,836         | N/A              | N/A              | 20           |
| 18                    | 63  | George Russell     | Williams-Mercedes         | 1:38,045         | N/A              | N/A              | 16           |
| 19                    | 51  | Pietro Fittipaldi  | Haas-Ferrari              | 1:38,173         | N/A              | N/A              | 17           |
| 20                    | 6   | Nicholas Latifi    | Williams-Mercedes         | 1:38,443         | N/A              | N/A              | 18           |
| Regula 107%: 1:42,214 |     |                    |                           |                  |                  |                  |              |
| Sursa:                |     |                    |                           |                  |                  |                  |              |

Note
- ^1 – Charles Leclerc a primit o penalizare de trei locuri pe grilă pentru că a provocat o coliziune la Marele Premiu al Sakhirului.[4]
- ^2 – Sergio Pérez și Kevin Magnussen au fost obligați să înceapă din spatele rețelei pentru depășirea cotelor de elemente ale unității de putere.[5]

## Cursă
| Poz.                                                                | Nr. | Pilot              | Constructor               | Tururi | Timp/Retras | Grilă | Puncte |
| ------------------------------------------------------------------- | --- | ------------------ | ------------------------- | ------ | ----------- | ----- | ------ |
| 1                                                                   | 33  | Max Verstappen     | Red Bull Racing-Honda     | 55     | 1:36:28,645 | 1     | 25     |
| 2                                                                   | 77  | Valtteri Bottas    | Mercedes                  | 55     | +15,976     | 2     | 18     |
| 3                                                                   | 44  | Lewis Hamilton     | Mercedes                  | 55     | +18,415     | 3     | 15     |
| 4                                                                   | 23  | Alexander Albon    | Red Bull Racing-Honda     | 55     | +19,987     | 5     | 12     |
| 5                                                                   | 4   | Lando Norris       | McLaren-Renault           | 55     | +1:00,729   | 4     | 10     |
| 6                                                                   | 55  | Carlos Sainz Jr.   | McLaren-Renault           | 55     | +1:05,662   | 6     | 8      |
| 7                                                                   | 3   | Daniel Ricciardo   | Renault                   | 55     | +1:13,748   | 11    | 7      |
| 8                                                                   | 10  | Pierre Gasly       | AlphaTauri-Honda          | 55     | +1:29,718   | 9     | 4      |
| 9                                                                   | 31  | Esteban Ocon       | Renault                   | 55     | +1:41,069   | 10    | 2      |
| 10                                                                  | 18  | Lance Stroll       | Racing Point-BWT Mercedes | 55     | +1:42,738   | 8     | 1      |
| 11                                                                  | 26  | Daniil Kveat       | AlphaTauri-Honda          | 54     | +1 tur      | 7     |        |
| 12                                                                  | 7   | Kimi Räikkönen     | Alfa Romeo Racing-Ferrari | 54     | +1 tur      | 15    |        |
| 13                                                                  | 16  | Charles Leclerc    | Ferrari                   | 54     | +1 tur      | 12    |        |
| 14                                                                  | 5   | Sebastian Vettel   | Ferrari                   | 54     | +1 tur      | 13    |        |
| 15                                                                  | 63  | George Russell     | Williams-Mercedes         | 54     | +1 tur      | 16    |        |
| 16                                                                  | 99  | Antonio Giovinazzi | Alfa Romeo Racing-Ferrari | 54     | +1 tur      | 14    |        |
| 17                                                                  | 6   | Nicholas Latifi    | Williams-Mercedes         | 54     | +1 tur      | 18    |        |
| 18                                                                  | 20  | Kevin Magnussen    | Haas-Ferrari              | 54     | +1 tur      | 20    |        |
| 19                                                                  | 51  | Pietro Fittipaldi  | Haas-Ferrari              | 53     | +2 tururi   | 17    |        |
| Ab                                                                  | 11  | Sergio Pérez       | Racing Point-BWT Mercedes | 8      | Motor       | 19    |        |
| Cel mai rapid tur: Daniel Ricciardo (Renault) – 1:40,926 (turul 55) |     |                    |                           |        |             |       |        |
| Sursa:                                                              |     |                    |                           |        |             |       |        |

Note
- ^1 – Include un punct pentru cel mai rapid tur.

## Clasamentele campionatelor după cursă
|        | Poz. | Pilot            | Puncte |
| ------ | ---- | ---------------- | ------ |
|        | 1    | Lewis Hamilton*  | 347    |
|        | 2    | Valtteri Bottas  | 223    |
|        | 3    | Max Verstappen   | 214    |
|        | 4    | Sergio Pérez     | 125    |
|        | 5    | Daniel Ricciardo | 119    |
| Sursa: |      |                  |        |

|        | Poz. | Constructor               | Puncte |
| ------ | ---- | ------------------------- | ------ |
|        | 1    | Mercedes*                 | 573    |
|        | 2    | Red Bull Racing-Honda     | 319    |
| 1      | 3    | McLaren-Renault           | 202    |
| 1      | 4    | Racing Point-BWT Mercedes | 195    |
|        | 5    | Renault                   | 181    |
| Sursa: |      |                           |        |

- Notă: Doar primele cinci locuri sunt prezentate în ambele clasamente.
- Concurenții îngroșați și marcați cu un asterisc sunt campionii mondiali din 2020.